# Neomitranthes gracilis
Neomitranthes gracilis là một loài thực vật có hoa trong Họ Đào kim nương. Loài này được (Burret) N.Silveira mô tả khoa học đầu tiên năm 1981.